# Algoma, Wisconsin
Algoma là một thành phố thuộc quận Kewaunee, tiểu bang Wisconsin, Hoa Kỳ. Năm 2000, dân số của thành phố này là 3357 người.